# Chapultepec (État de Mexico)
Pour les articles homonymes, voir Chapultepec (homonymie).
Chapultepec est une municipalité de l'État de Mexico, au Mexique. Elle couvre une superficie de 10,45 km2 et compte 12 120 habitants d'après le recensement de 2005.